# Nile blue
Nile blue, Nile blue A eller Nilblå er et fluorescerende farvestof, der bruges meget til farvning af snit til mikroskopi i biologi og histologi, da det kan bruges både til levende og fixerede celler for at give en blå farve til cellekernen. Farvestoffet bruges også til fluorescensmikroskopi, da det fluorescerer stærkt og reagerer med
polyhydroxybutyrate-granula i prokaryote såvel som eukaryote celler.
Ved kogning af Nile blue med svovlsyre produceres Nile red (også kaldet Nile blue oxazone) der også har en stærk fluorescens.

## Kemiske og fysiske egenskaber
Nile blue er et fluorescerende farvestof. Fluorescensen viser sig særlig i upolære opløsningsmidler. Absorptionsmaxima af den absorberede elektromagnetiske stråling og emissionsmaxima af de emiterede synlige lys er stærkt afhængig af både pH og det anvendte opløsningsmiddel:
| Opløsnings- middel                 | Absorptions- maksimum λ (nm) | Emissions- maksimum λ (nm) |
| ---------------------------------- | ---------------------------- | -------------------------- |
| Toluen                             | 493                          | 574                        |
| Acetone                            | 499                          | 596                        |
| Dimethylformamid                   | 504                          | 598                        |
| Chloroform                         | 624                          | 647                        |
| 1-Butanol                          | 627                          | 664                        |
| 2-Propanol (Isopropanol)           | 627                          | 665                        |
| Ethanol                            | 628                          | 667                        |
| Methanol                           | 626                          | 668                        |
| Vand                               | 635                          | 674                        |
| Saltsyre (1.0 N, pH = 1.0)         | 457                          | 556                        |
| Natriumhydroxid (0,1 N, pH = 11.0) | 522                          | 668                        |
| Ammoniakvand (pH = 13.0)           | 524                          | 668                        |

Varigheden af fluorescensen i ethanol er blevet bestemt til 1.42 ns (nanosekund), hvilket er kortere end den tilsvarende værdi for Nile red på 3.65 ns. Varigheden er uafhængig af fortyndingsgraden i området 10−3–10−8 mol/L.

## Biologisk forskning
Mikroskopi med Nile blue
Nile blue bruges til differentiel farvning af celler, da det farver neutrale lipider (triglycerider, cholesterolestere og steroider) pink og syrer (DNA, fedtsyrer, chromolipider og phospholipider) blå.
DNA-electrophorese
Nile blue bruges også som farvning af DNA i DNA-elektroforese.
Farvning af celler